# Pioneer 2

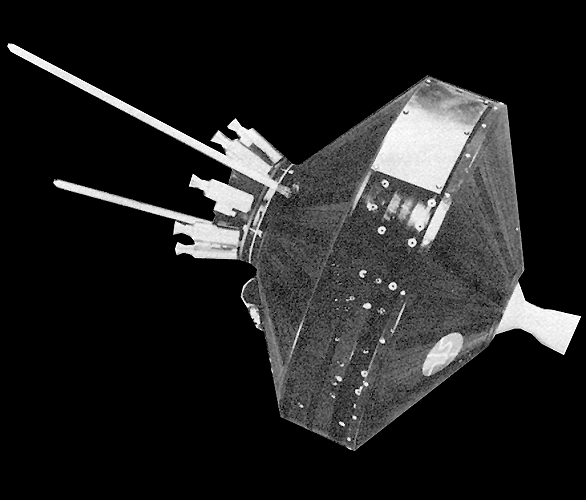
O Pioneer 2.

A Pioneer 2 foi uma sonda espacial de origem Norte americana, fabricada pela Ramo-Wooldridge Corp., atual TRW.
Foi lançada pela recém criada NASA, em 8 de Novembro de 1958, a partir do Centro de lançamento de Cabo Canaveral.
Esta missão, foi a terceira e última do Programa Pioneer de sondas, que usaram como lançador o foguete Thor-Able.
Devido a um problema no terceiro estágio do veículo lançador, a Pioneer 2 não alcançou a órbita lunar, atingindo 1 550 km de altitude, antes de reentrar na atmosfera, terminando portanto a missão, com o status de falha.